# 瑞原大輔

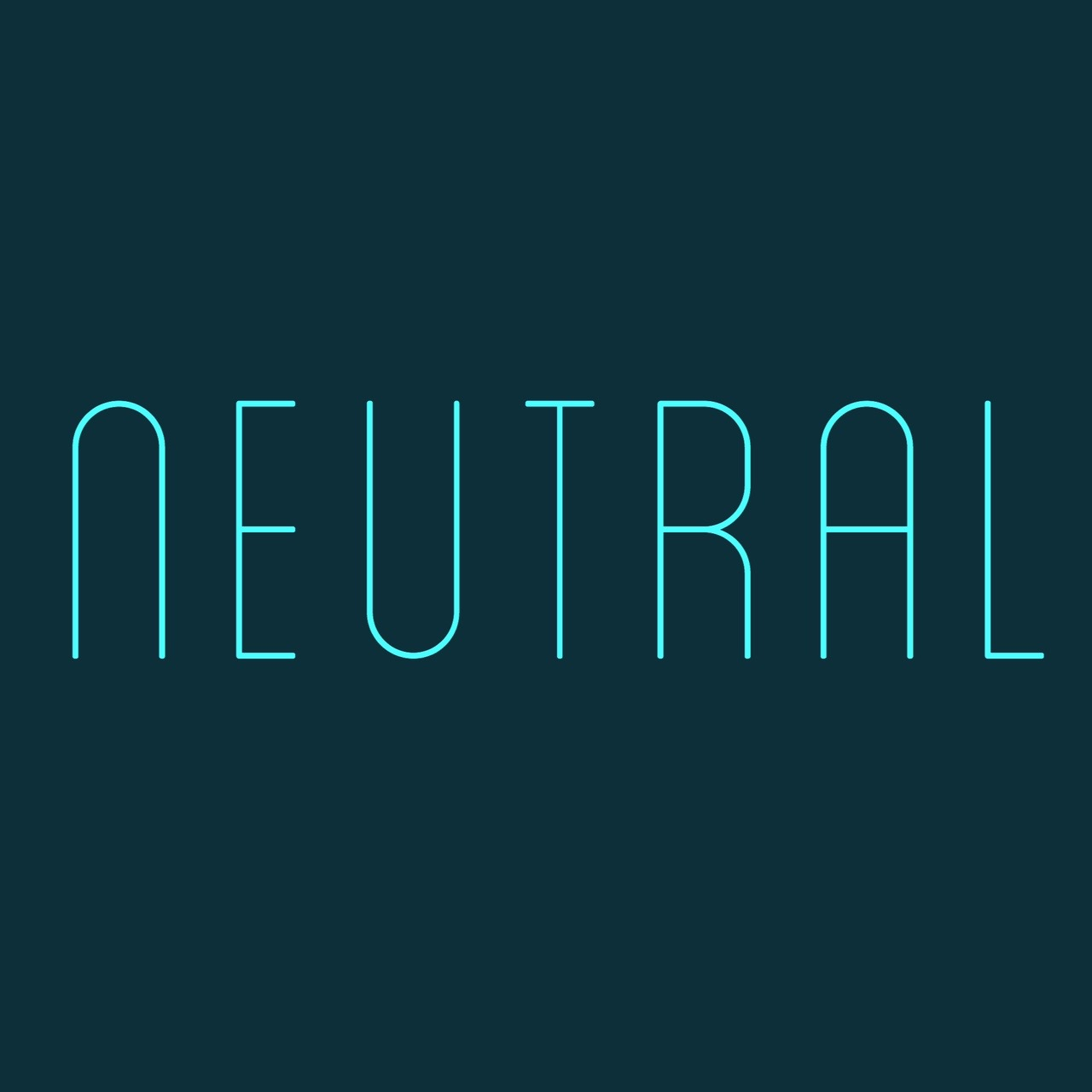
株式会社NEUTRALのロゴ

瑞原 大輔（みずはら だいすけ）は、日本の美容師、経営者。株式会社NEUTRALの代表取締役。国際先進医療統合学会会員。

## 来歴・人物
兵庫県出身。滝川第二高校卒業後、神戸市内のサロンに入社。美容師見習いをしながら日本高等美容専門学校通信課程を卒業。
その後、大阪に拠点を置くDERE-DIRの支店であるDERE-DIR face(神戸)に入社、アート部門として多くのモデルのヘアを担当し、「TEENS STYLE AWARD」などショーのモデルのヘアを担当した。

2019年に独立後は、株式会社NEUTRALを2019年4月8日に設立。
オーガニック、超自然派志向という考えを基に、空間/商材/施術に強いこだわりをもつ。また'全てはカットから'をモットーに抜群のやり易さと最先端のトレンドを融合させた技術は支持をされ、有名医師、某大企業副会長夫人や有名企業社長夫人、アナウンサー、スポーツ選手など多くの著名人、各界VIPを顧客に持つ。

また感染症が危ぶまれる中で、美を追求する方々に向け、幹細胞化粧品とオゾンを使用した、安心して通えるセルフフェイシャル美容「O radiface」を立ち上げた。
また男性型脱毛症AGA、女性型脱毛症FAGAに関しても委しい。

## 雑誌(ヘア担当)
・カジカジH2013 

・カジカジH2014 

## イベント(ヘア担当)
・松田聖子ディナーショー VIP GUEST(2012～2019年)

・石丸幹二ディナーショー VIP GUEST(2012～2019年)

・山本能楽堂 船場アカデミー(2017年)

・今宮戎 宝恵駕行列(2018-2019年)